# Valentín Moreno
Valentín Javier Moreno (Buenos Aires, 19 febbraio 2003) è un calciatore argentino, difensore del Tigre.

## Caratteristiche tecniche
È un terzino destro.

## Carriera
Moreno è cresciuto nel settore giovanile del Tigre, con cui ha firmato il primo contratto professionistico nel gennaio del 2024. Ha debuttato in prima squadra il 17 marzo seguente giocando titolare l'incontro di Copa de la Liga Profesional perso 1-0 contro il Godoy Cruz.

## Statistiche

### Presenze e reti nei club
Statistiche aggiornate al 10 maggio 2025.
| Stagione        | Squadra         | Campionato      | Campionato | Campionato | Coppe nazionali | Coppe nazionali | Coppe nazionali | Coppe continentali | Coppe continentali | Coppe continentali | Altre coppe | Altre coppe | Altre coppe | Totale | Totale | Totale |
| Stagione        | Squadra         | Comp            | Pres       | Reti       | Comp            | Pres            | Reti            | Comp               | Pres               | Reti               | Comp        | Pres        | Reti        | Pres   | Reti   |        |
| --------------- | --------------- | --------------- | ---------- | ---------- | --------------- | --------------- | --------------- | ------------------ | ------------------ | ------------------ | ----------- | ----------- | ----------- | ------ | ------ | ------ |
| 2024            | Tigre           | PD              | 8          | 0          | CA+CdL          | 0+2             | 0               | -                  | -                  | -                  | -           | -           | -           | 10     | 0      |        |
| 2025            | Tigre           | PD              | 2          | 0          | CA              | 0               | 0               | -                  | -                  | -                  | -           | -           | -           | 2      | 0      |        |
| Totale carriera | Totale carriera | Totale carriera | 10         | 0          |                 | 2               | 0               |                    | -                  | -                  |             | -           | -           | 12     | 0      |        |